# ルパとアリエス
「ルパとアリエス」は、春奈るなの3作目の配信限定シングル。2019年6月7日にSACRA MUSICから各配信サイトで配信された。

## 概要
春奈るなの3番目の配信限定シングルとして発表された。当初の販売形態は電子配信のみである。

　妖艶ファンタジーワールドな歌詞は、春奈るなとSakuの共作で、超速ハイパージャズに乗った新境地ソングとなっている。タイトルの「ルパ（lupa）」はラテン語で“オオカミ女”、「アリエス(aries)」は“羊”という意味である。新ビジュアルでは、満月の夜にオオカミ女に姿を変えた春奈るなが、羊（男性）を手玉に取る世界観が表現されている。

## 収録曲
| #         | タイトル           | 作詞           | 作曲・編曲 | 時間 |
| --------- | ------------------ | -------------- | ---------- | ---- |
| 1.        | 「ルパとアリエス」 | 春奈るな、Saku | Saku       | 4:18 |
| 合計時間: | 合計時間:          | 合計時間:      | 合計時間:  | 4:18 |